# Ooperipatellus nanus
Ooperipatellus nanus är en klomaskart som beskrevs av Hilke Ruhberg 1985. Ooperipatellus nanus ingår i släktet Ooperipatellus och familjen Peripatopsidae. Inga underarter finns listade i Catalogue of Life.